# Wikinews
Ne doit pas être confondu avec Wikitribune Social.
 (février 2023).
Wikinews est un site d'actualité multilingue et participatif, géré en wiki grâce au moteur MediaWiki.
Il s'efforce de respecter une certaine neutralité de point de vue, en essayant de faire, dans chacun de ses articles, une synthèse des informations rapportées par différents médias. Comme Wikipédia, il appartient à la Fondation Wikimédia et son contenu, librement modifiable, est protégé par la licence Creative Commons Attribution 2.5. Le projet existe en trente langues, dans une apparence unie, mais avec de grandes variations de contenus.

## Historique
Le nom du projet a pour origines la technique utilisée (le wiki) et le terme anglais « news », qui se traduit par « actualités » ou « informations ».
En novembre 2004, un wiki de démonstration est mis en ligne afin de démontrer qu'il est possible de réaliser un site d'information sur le modèle collaboratif de Wikipédia. Les objectifs de ce wiki sont, d'une part, de publier des actualités inédites ou alternatives aux agences commerciales comme Reuters, United Press ou l'Agence France-Presse, et d'autre part, de résumer des actualités sur tous les sujets en respectant la neutralité de point de vue.
En décembre 2004, le site passe en version béta. L’édition Wikinews en allemand est lancée simultanément. Certains observateurs pensent alors que Wikinews peut concurrencer la blogosphère.
En septembre 2011, des utilisateurs de Wikinews mécontents du site créent un fork appelé OpenGlobe, mais celui-ci n'est plus en ligne un an après.

## Règles et fonctionnement
Il existe quatre statuts d'éditeurs sur Wikinews : contributeur, relecteur, administrateur et bureaucrate. Le statut de contributeur ne peut être attribué que par un administrateur Wikinews.
Les textes produits sur Wikinews sont sous licence non-copyleft[Quoi ?] Creative Commons Attribution 2.5. Les articles, brèves ou interviews doivent porter sur des actualités de moins d'une semaine avec des sources datant de 2 à 3 jours après l'événement, à l'exception des « reportages originaux » et des « dossiers ».
Les brèves ou articles Wikinews sont généralement archivés (donc rendus non modifiables) au bout d'un délai compris entre 8 jours et 4 semaines après leur création. Toutefois, cette pratique ne s'opère plus sur la version francophone depuis mars 2012.

## Critiques
Wikinews a des problèmes de maintien d'une identité distincte de Wikipédia, qui couvre également les grands événements d'actualité en temps réel. Le chroniqueur Jonathan Dee du New York Times souligne en 2007 que « Wikipédia a, par inadvertance, fini par étouffer un de ses projets-frères, Wikinews. Pour cette raison, Wikinews a sombré dans une sorte de torpeur ; dernièrement, il génère seulement 8 à 10 articles par jour. Wikinews n'a marqué aucun point dans la concurrence impitoyable avec l'encyclopédie Wikipédia. » Andrew Lih (en) considère que la méthode de Wikipédia pour la composition de l'article avec de nombreux éditeurs battra toujours Wikinews dans le domaine du journalisme collaboratif.